# Peter Mikkelsen

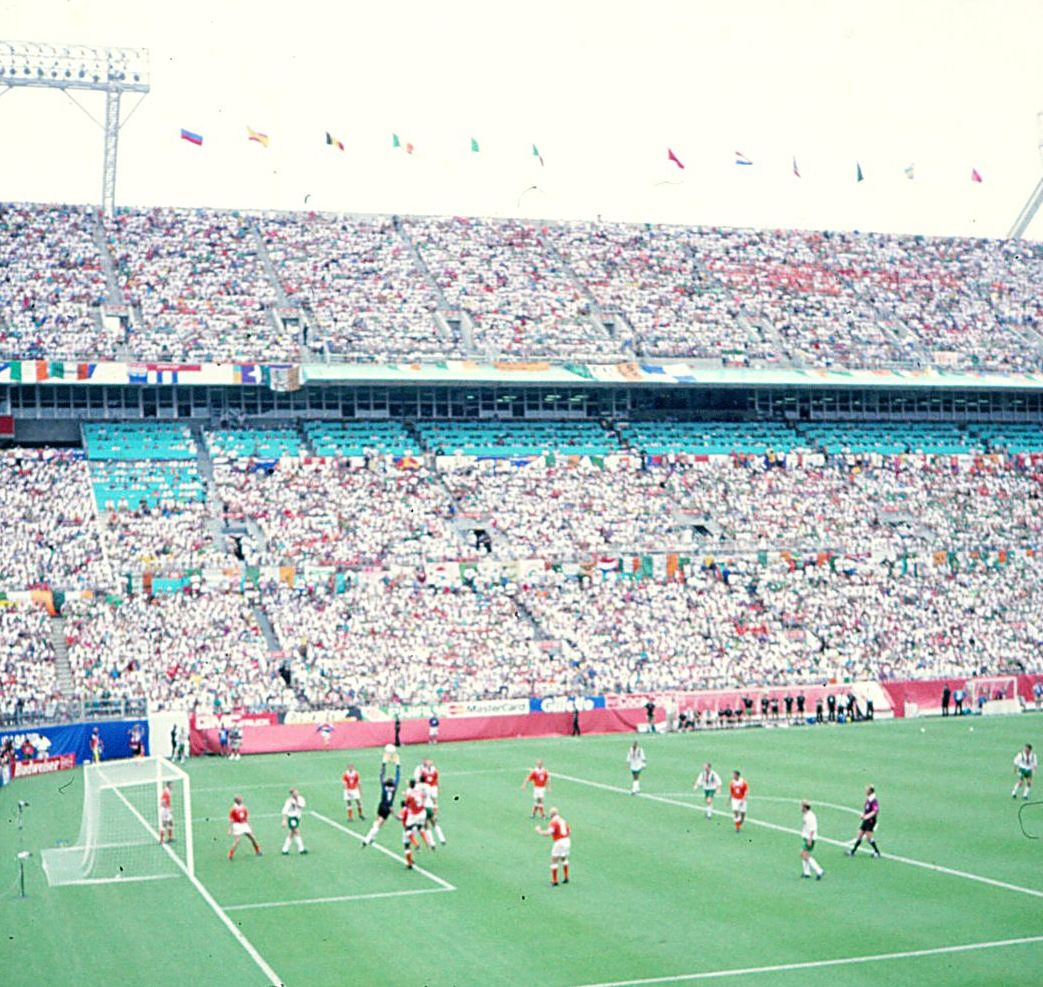
Peter Mikkelsen leitete am 4. Juli 1994 in Orlando, Florida, das WM-Achtelfinale Niederlande – Irland.

Peter Mikkelsen (* 1. Mai 1960 in Kopenhagen; † 30. Januar 2019) war ein dänischer Fußballschiedsrichter.

## Karriere als Schiedsrichter
Bei der Fußball-Weltmeisterschaft 1990 in Italien leitete er Deutschland – Jugoslawien sowie die Achtelfinalbegegnung England – Belgien. Bei der Fußball-Europameisterschaft 1992 in Schweden leitete er GUS – Niederlande. Bei der Fußball-Weltmeisterschaft 1994 in den USA leitete er Spanien – Südkorea, Schweiz – Kolumbien und das Achtelfinale Niederlande – Irland. Spekulationen darüber, dass Mikkelsen die Leitung des Finales anvertraut würde, wurden durch die Intervention des FIFA-Präsidenten João Havelange zunichtegemacht, der den Ungarn Sándor Puhl durchsetzte.
Bei der EM 1996 in England pfiff er das Spiel zwischen Bulgarien und Rumänien. Nachdem er im Spielverlauf ein vermeintlich reguläres Tor übersehen hatte, sah er sich im Anschluss teils heftiger Kritik ausgesetzt.
Peter Mikkelsen war als Schiedsrichterbeobachter der UEFA aktiv und kümmerte sich intensiv um den dänischen Schiedsrichternachwuchs. Er war Mitglied der Schiedsrichterkommission der FIFA. 1992 war er Mitglied einer von Sepp Blatter initiierten Expertenkommission, die unter dem Namen „Task Force 2000“ Überarbeitungen der Fußballregeln vorschlug. Dazu gehörten insbesondere die später umgesetzte Änderung der Rückpassregel, aber auch Ideen zu Zeitstrafen und der Einführung eines Sudden-Death-Modus zur Entscheidungsfindung in der Verlängerung.
Am 30. Januar 2019 erlag Mikkelsen im Alter von 58 Jahren einem Krebsleiden. Zuvor war er seit Jahren wegen einer mit der Krankheit einhergehenden halbseitigen Lähmung auf einen Rollstuhl angewiesen.

## Sportliche Erfolge als Schiedsrichter
- 1990 Teilnahme an der WM in Italien
- 1992 Teilnahme an der EM in Schweden
- 1994 Teilnahme an der WM in den USA
- 1996 Teilnahme an der EM in England

## Ehrungen und Auszeichnungen
- Weltschiedsrichter des Jahres 1991 und 1993